# Les Francophonies - Des écritures à la scène
Les Francophonies - Des écritures à la scène (anciennement festival des francophonies en Limousin), souvent appelé localement Les Francos, est un festival de théâtre, danse, musique et autres arts sur le thème de la francophonie dans le monde, fondé en 1984 par Monique Blin et Pierre Debauche. Il a lieu en Limousin et principalement à Limoges (Haute-Vienne).
Depuis la direction de Hassane Kassi Kouyaté, le festival se décline en deux temps : les Zébrures du printemps qui, associées à un programme de résidence d'artistes, proposent des textes de dramaturges en gestation à la lecture au printemps, et les Zébrures d'automne, plus axées sur les arts de scènes, la musique et la danse.

## Historique
En 1984, Pierre Debauche est nommé à la tête du Centre dramatique national de Limoges et demande  à Monique Blin de participer à la création du Festival des Francophonies, qui devient un carrefour de la dramaturgie francophone,.  Le festival fait la promotion du théâtre d'expression francophone africain, québécois, libanais, asiatique et carribéen,.
Monique Blin est la directrice du Festival de 1984 à 1999,.

## Évolution

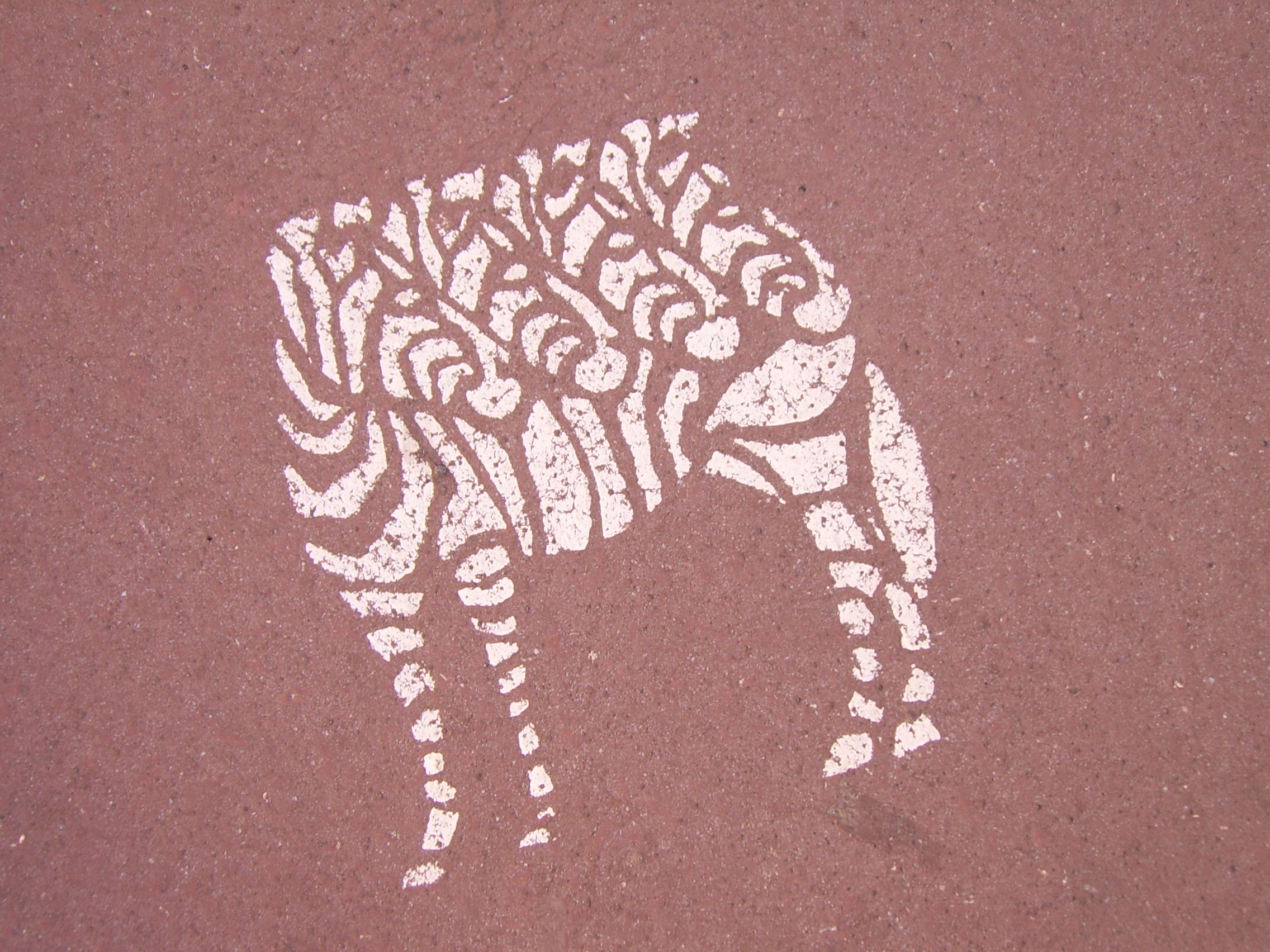
Le Zèbre, symbole du festival, peint sur un trottoir limougeaud.

En 1988, Monique Blin dote le festival d’une Maison des auteurs, lieu de résidence d’écriture pour des auteurs dramatiques francophones.
Ainsi, au-delà des milliers d’artistes et de centaines de spectacles francophones accueillis, le festival a permis à des auteurs ou des metteurs en scène tels que Robert Lepage (Québec), Sony Labou Tansi (République du Congo), Werewere Liking (Côte d'Ivoire), Koulsy Lamko (Tchad), Wajdi Mouawad (Liban et Québec) et bien d’autres, de diffuser leurs œuvres pour la première fois en France.
D'avril 2000 à décembre 2006, Patrick Le Mauff, directeur du festival, développe de nouveaux angles au festival : création d'ateliers de réflexion et de pratiques théâtrales de la mise en scène, création d'une bourse d'écriture via un concept d'artiste en résidence à Limoges, créations théâtrales avec d'autres festivals internationaux.

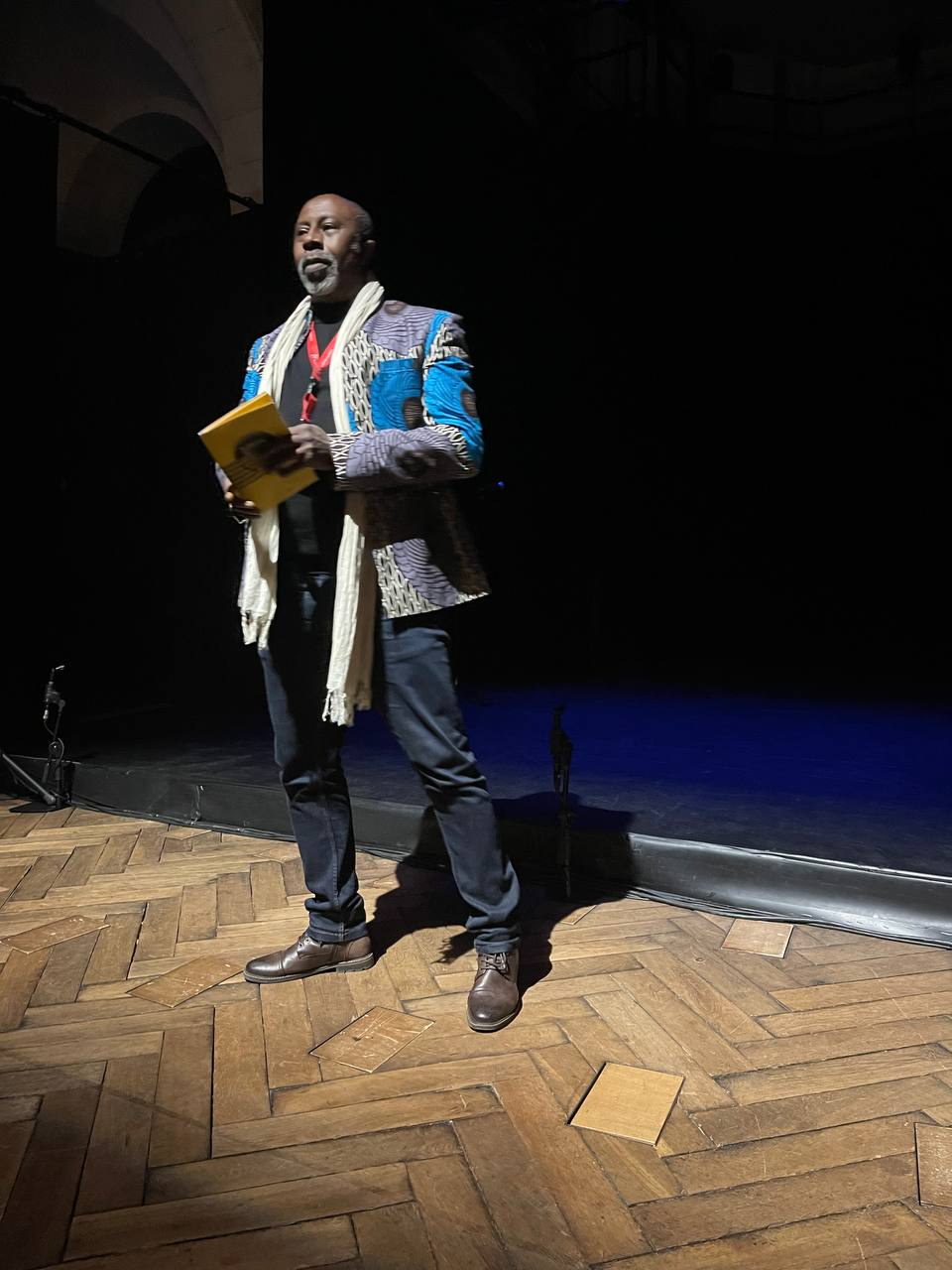
Hassane Kassi Kouyaté au festival des Zébrures du printemps en mars 2022.

Après avoir dirigé L'Hippodrome, scène nationale de Douai pendant dix ans et créé le festival international des langues françaises Les Météores, Marie-Agnès Sevestre succède à Patrick Le Mauff en janvier 2006.

## Les Zébrures
En janvier 2019, Hassane Kassi Kouyaté prend la direction des Francophonies en Limousin et crée les « Zébrures ». Le festival se décline désormais en deux occurrences, les Zébrures d'automne et les Zébrures du printemps.

### Les Zébrures du Printemps

#### Edition 2022
En mars 2022 un edit-a-thon Wikipédia est organisé en partenariat avec les sans pagEs à la bibliothèque francophone multimédia de Limoges dans le cadre des Francophonies,.

#### Edition de 2024
Le festival des Zébrures du printemps de 2024 est hébergé au centre culturel Jean Gagnant, et met à l'honneur des textes créés pendant des résidences d'artistes et en propose une première lecture avant leur mise en scène définitive. Les textes présentés en 2024 sont : Noire comme l’or de Penda Diouf, qui parle des  mines du Pas-de-Calais, À cœur ouvert, d’Éric Delphin Kwégoué, un texte sur la liberté de la presse, et  Dictionnaire de la rouille, de Mélissa Mambo Bangala, qui aborde le thème de l'écologie. Fidine Nadalè a présenté la lecture de son  premier texte, Wilé ! qui conte l'histoire d'une femme,  Maygaira dont le fils est enlevé et tué au Nord du Cameroun.  
Fadhila, de l’auteur burkinabé Aristide Tarnagda, raconte l'histoire d’une femme dont le mari et le fils aîné rejoignent un camp de terroristes, Je suis blanc et je vous merde, de Soeuf Elbadawi qui suit le périple d'un voyageur blanc incarcéré pour avoir mangé à la même table que des hommes qui ont ourdi un complot d'État, dont Yaya Mbilé Bitang interprète la maîtresse. Le festival, sous l'impulsion de son directeur, tente de mettre en lumière les femmes dramaturges : Alexandra Guénin a  présenté son texte intitulé Bois Diable qui retrace le parcours d'une femme venue à l'enterrement de son père au Congo jusqu'en Guyane. 

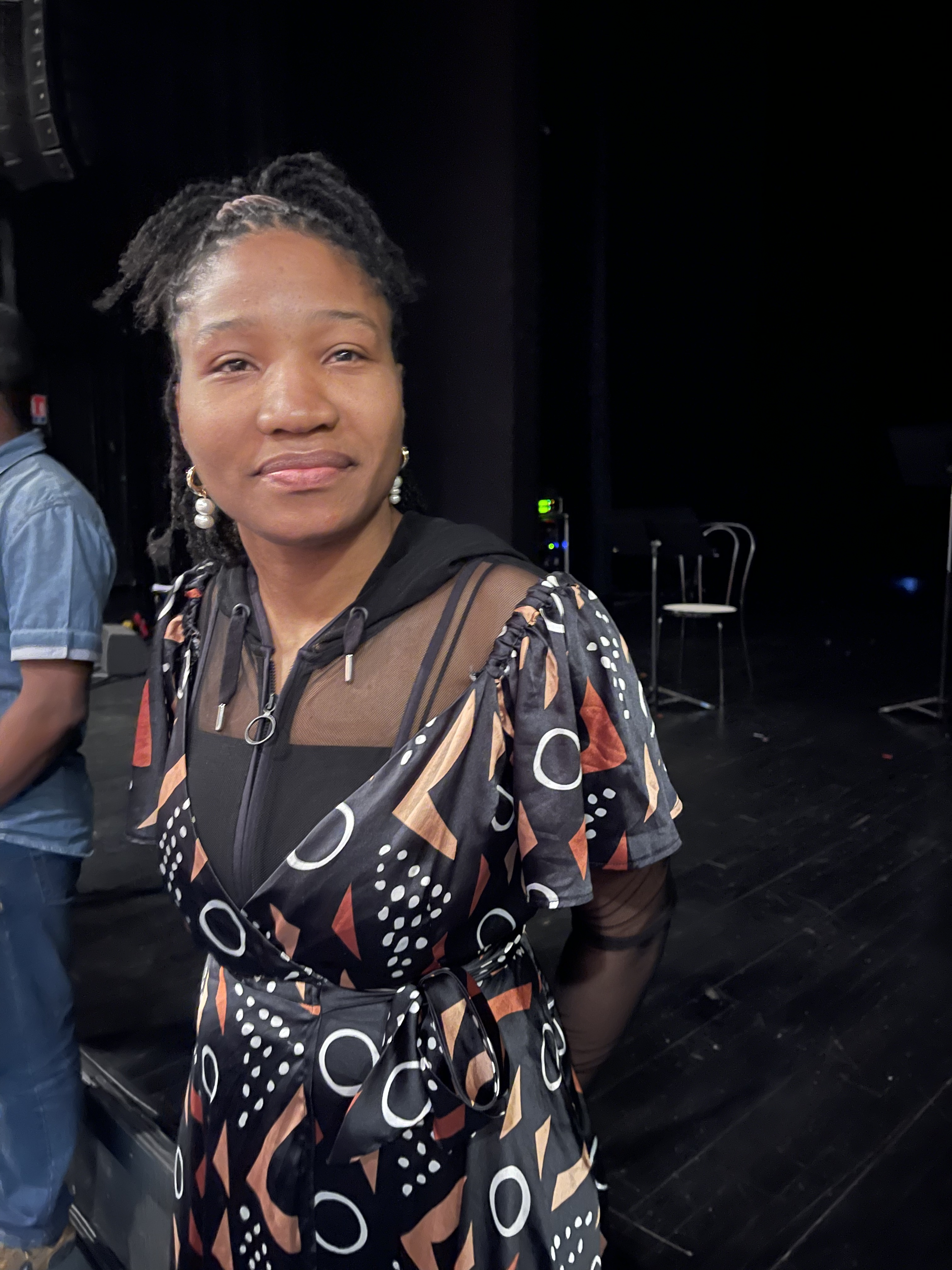
Claudette Mendela Bediebe
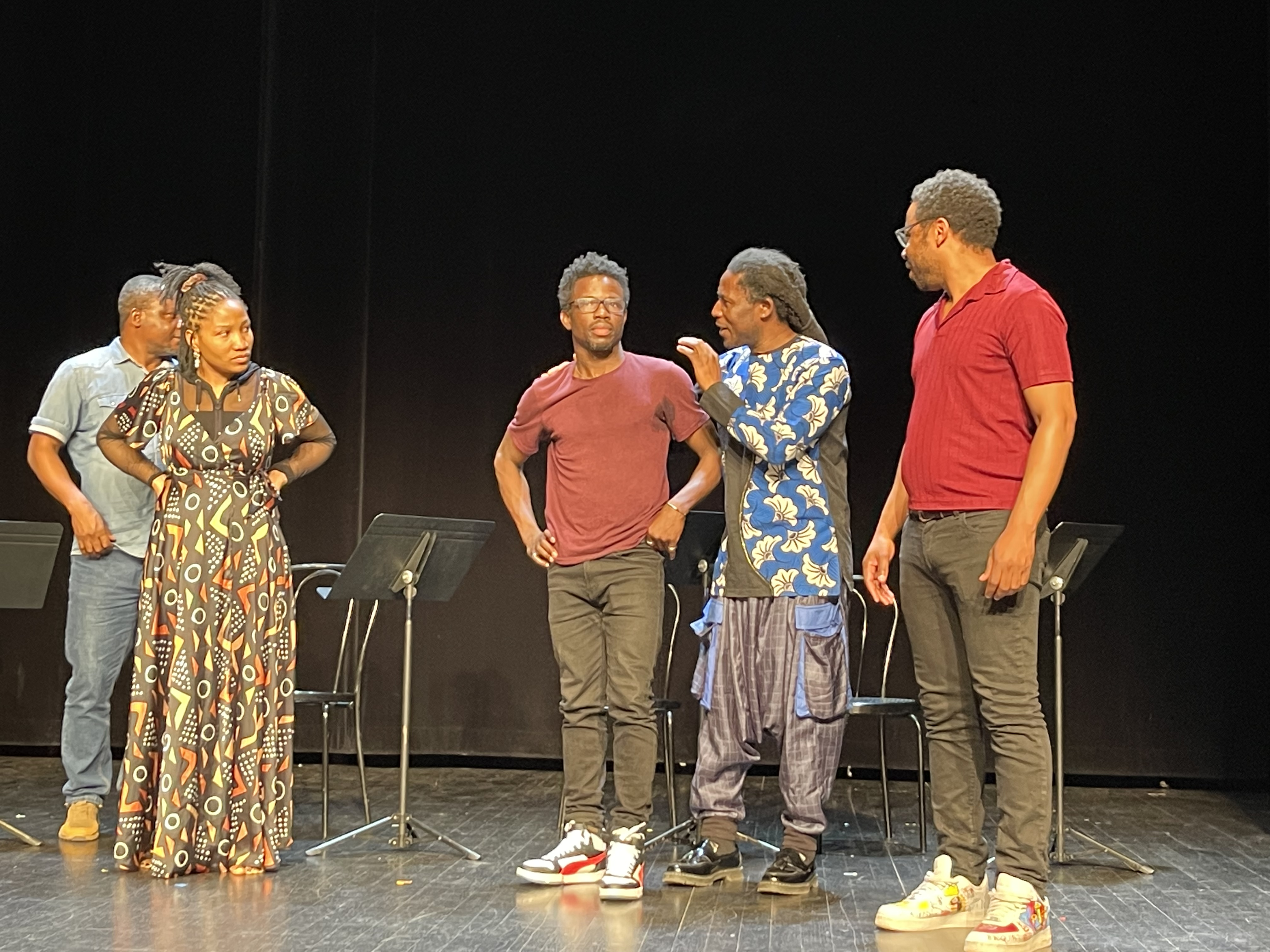
Les acteurs et actrices de la lecture du texte  Wilé, abordant la question de la liberté de la presse au Cameroun, mars 2024.
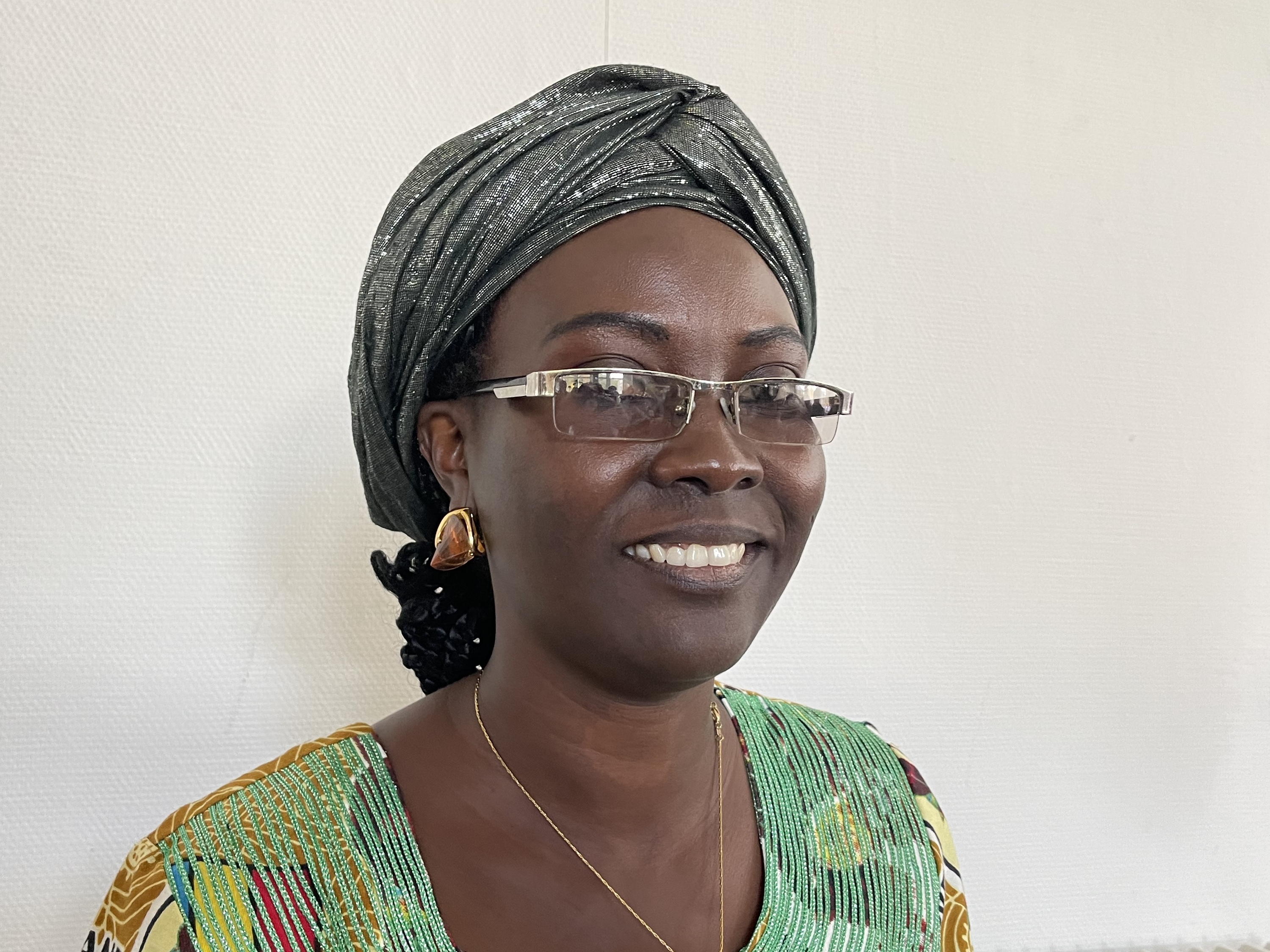
Fidine Nadalè
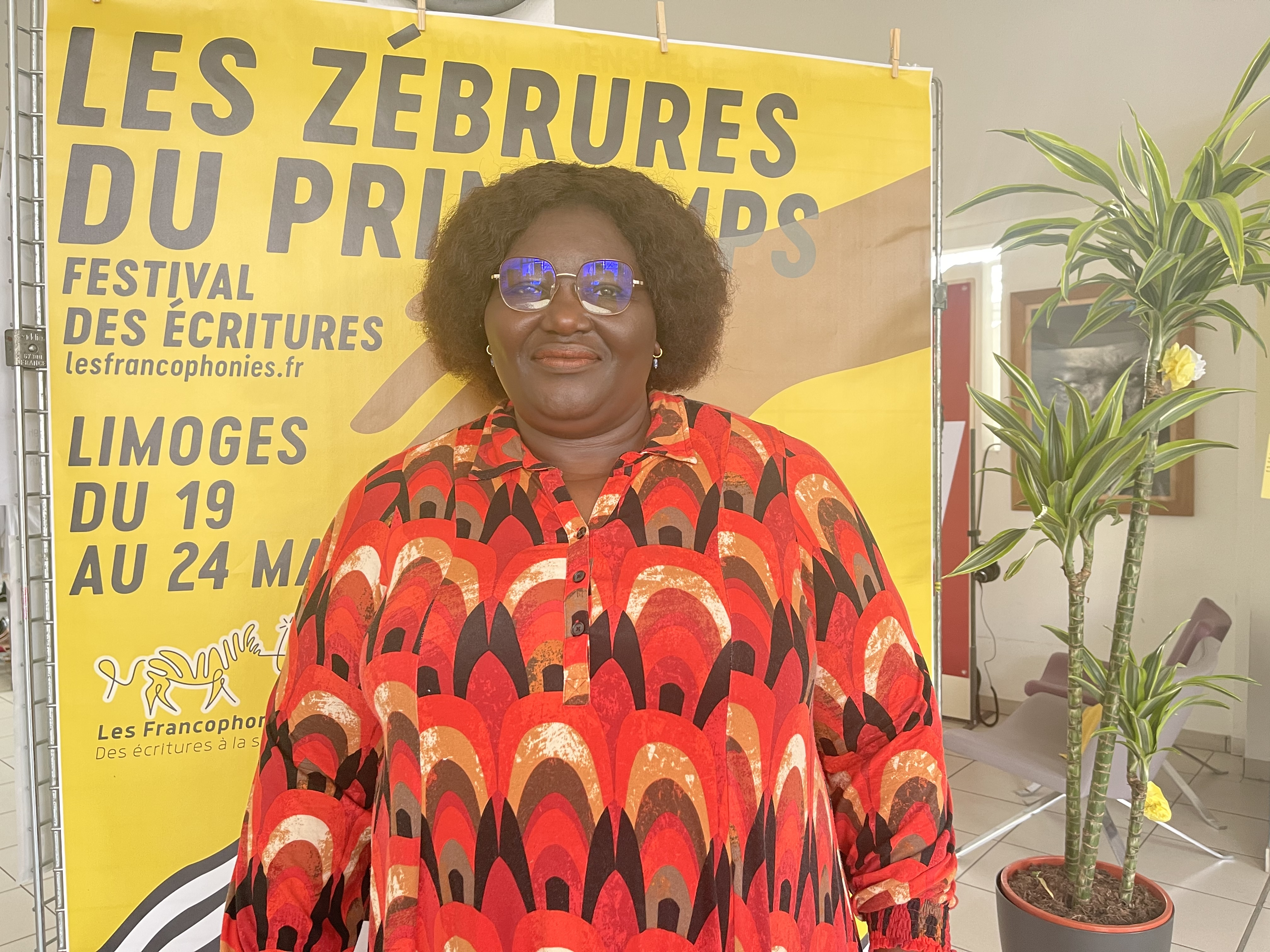
Yaya Mbilé Bitang joue un rôle dans Je suis blanc et je te merde de Soeuf Elbadawi
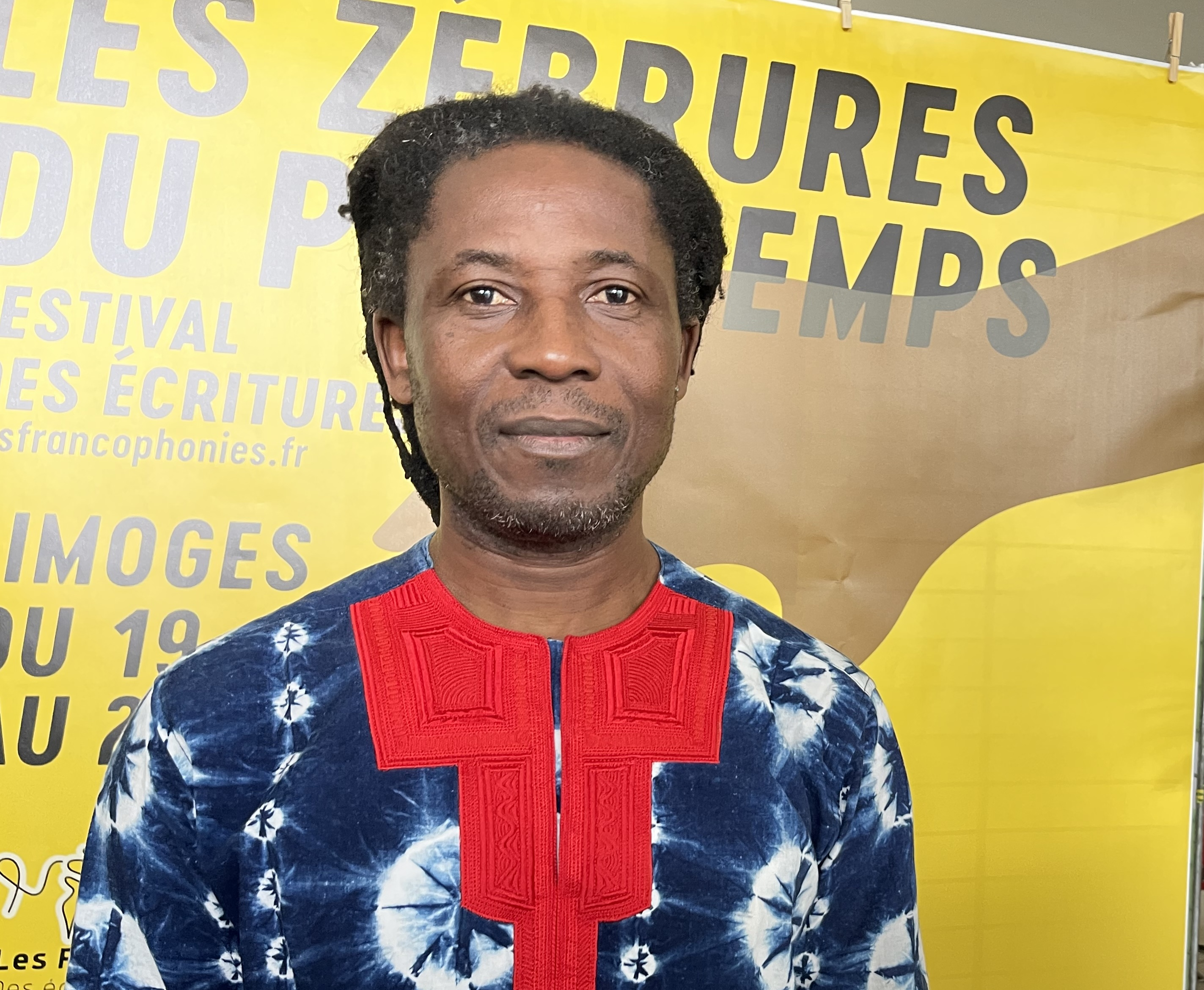
Éric Delphin Kwegoue aux Zébrures de mars 2024.
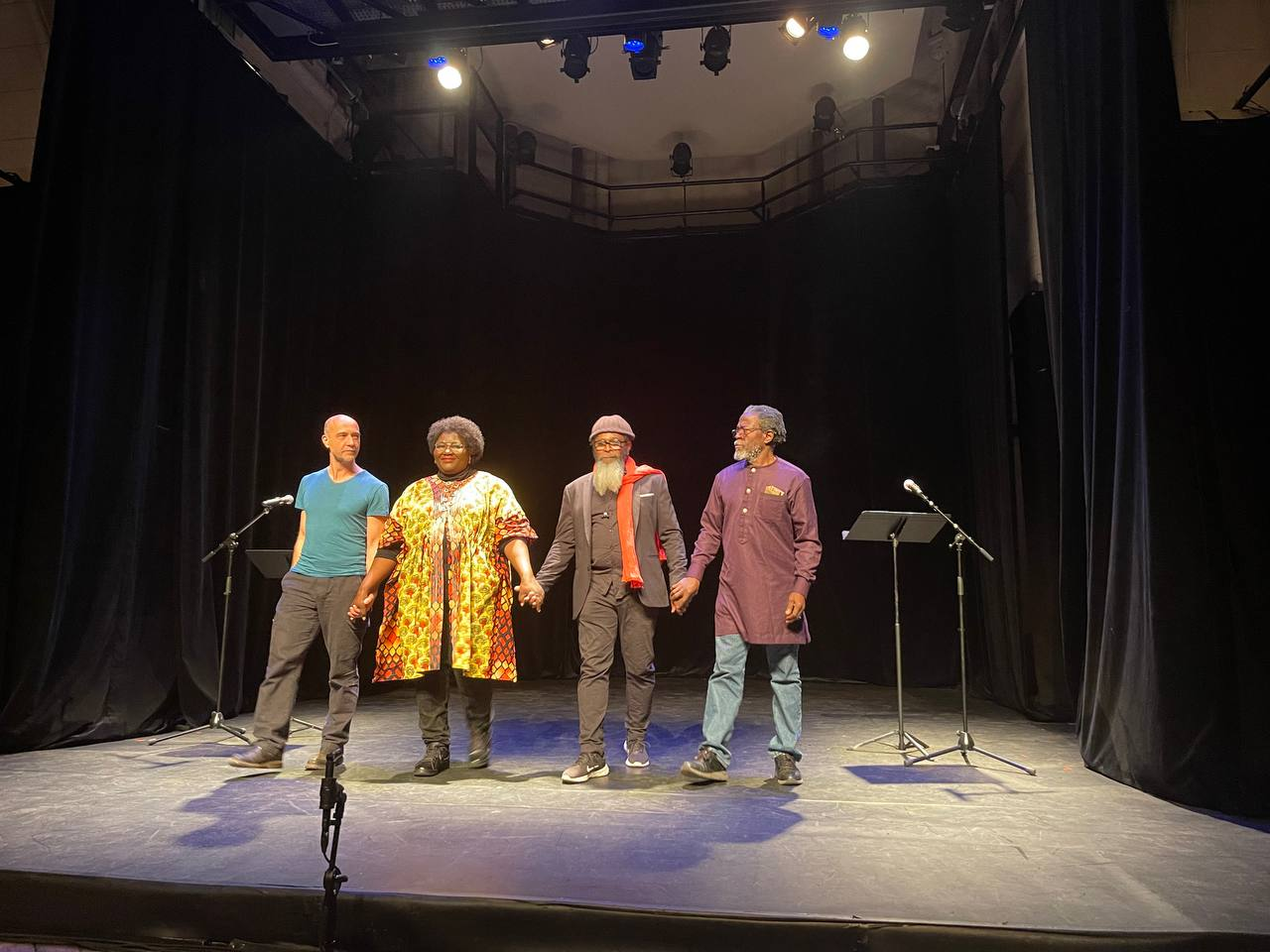
Philippe Richard, Yaya Mbilé Bitang, Soeuf Elbadawi et Fargass Assandé sur la scène de l'Espace Noriac à Limoges pour la lecture / création de Je Suis blanc et je vous merde de Soeuf Elbadawi en mars 2022.
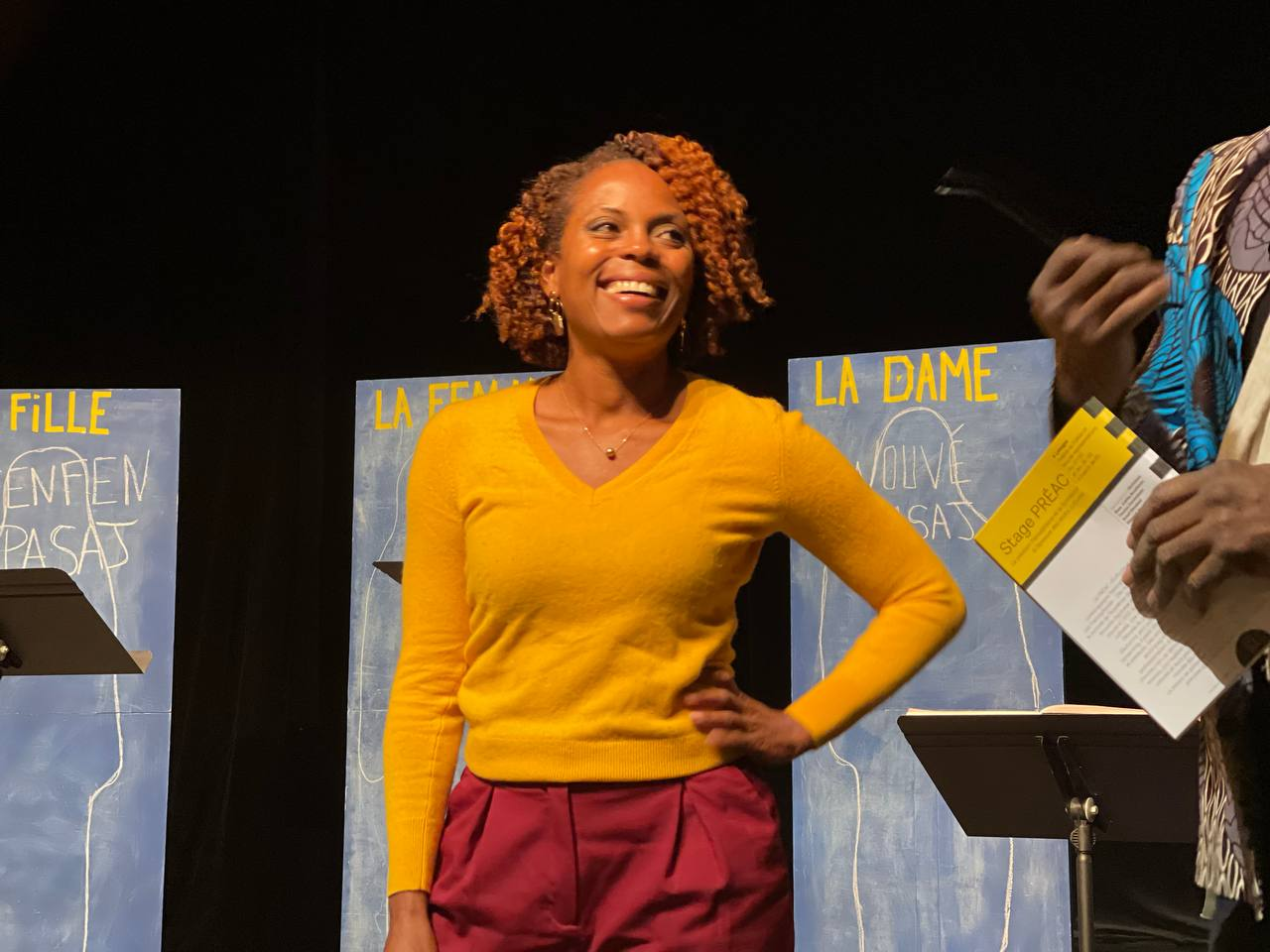
Daniely Francisque présentant son textes Matrices au Zébrures de mars 2022.
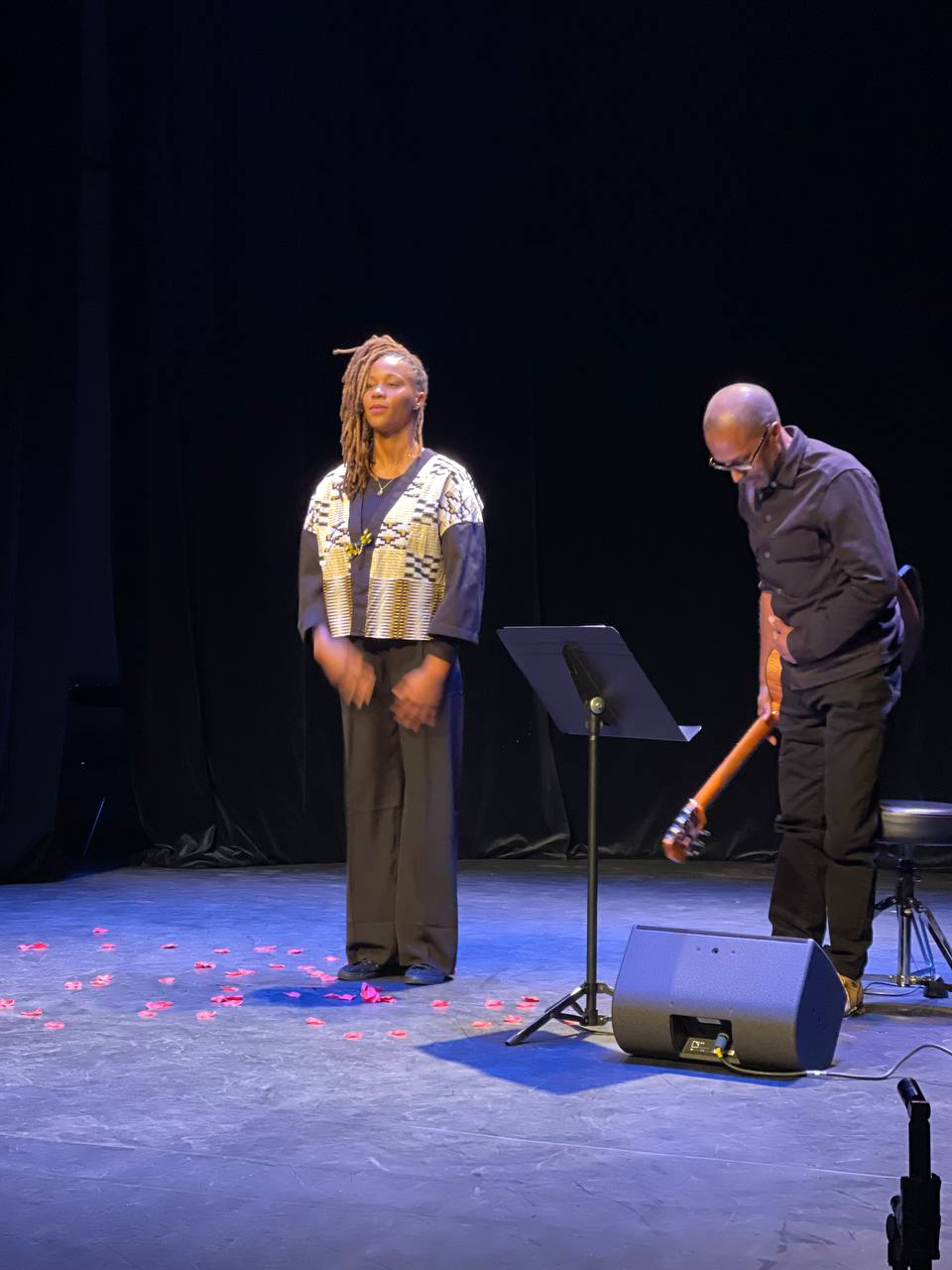
Emmelyne Octavie et Thierry Salomon sur la scène de l'Espace Noriac à Limoges pour Battements de mots, Zébrures de mars 2022.
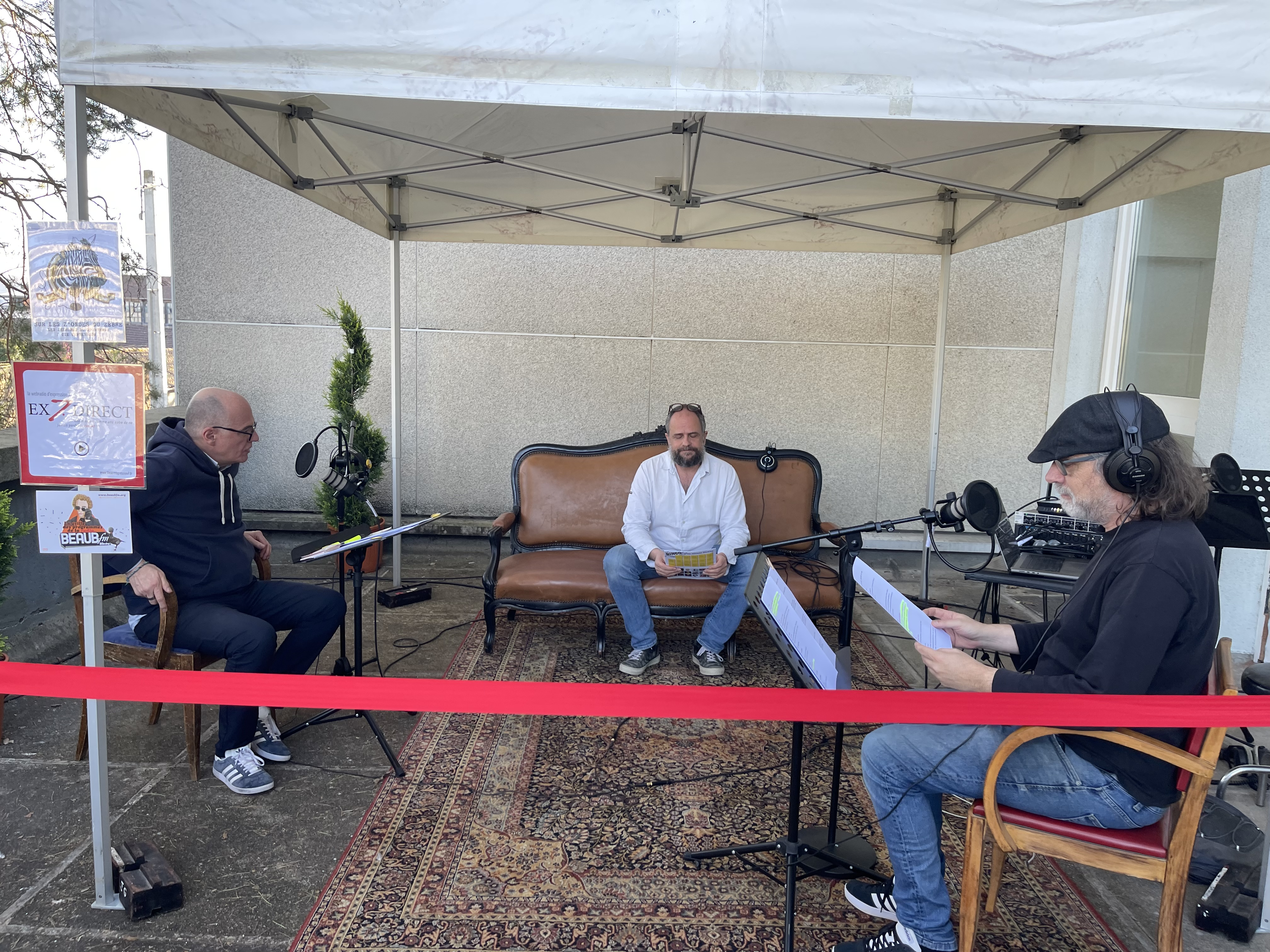
La webradio ex7direct et son studio de podcast durant le festival des Zébrures de mars 2024.
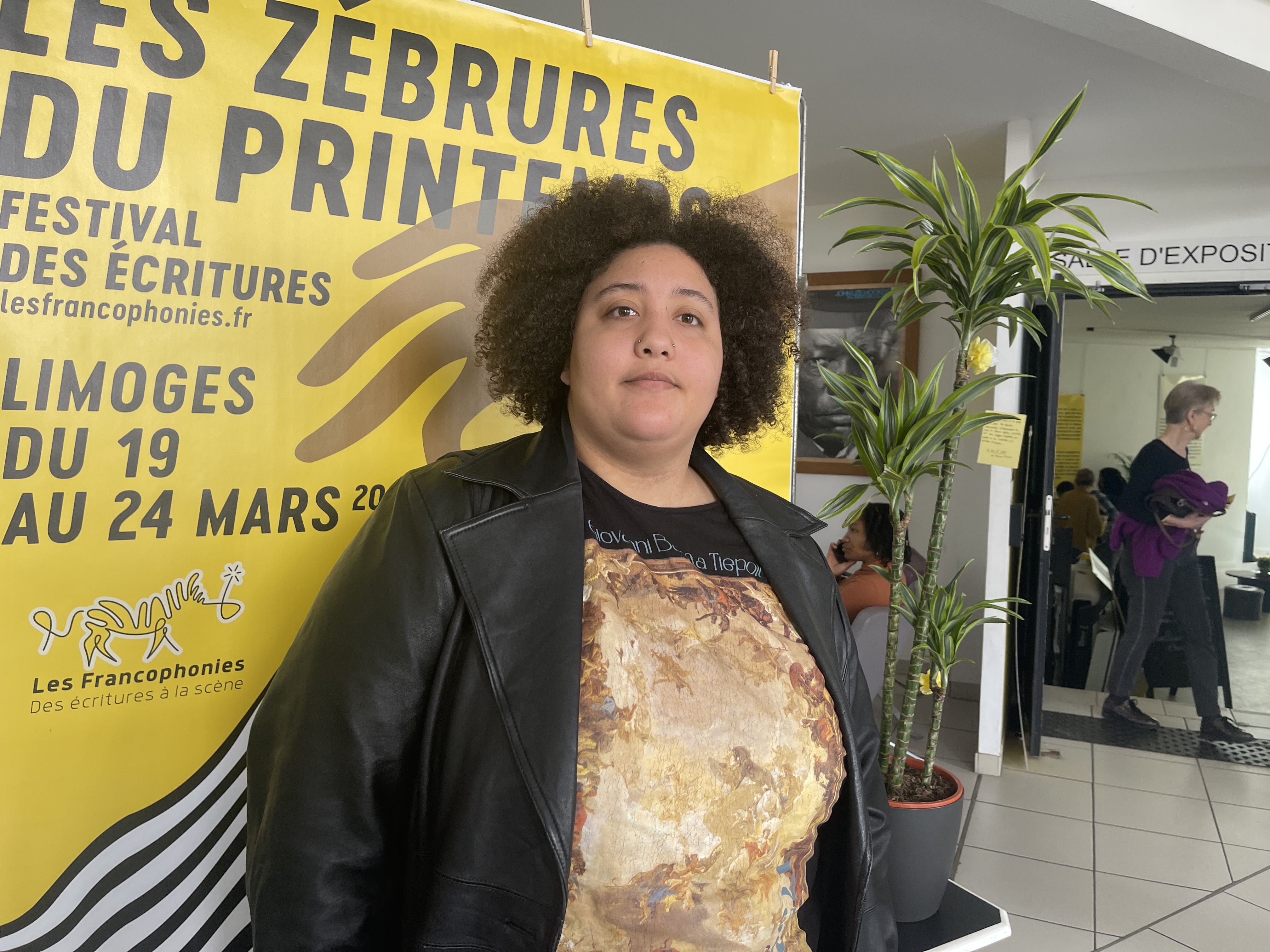
Mélissa Mambo Bangala, venue présenter Dictionnaire de la rouille.

#### Edition 2025

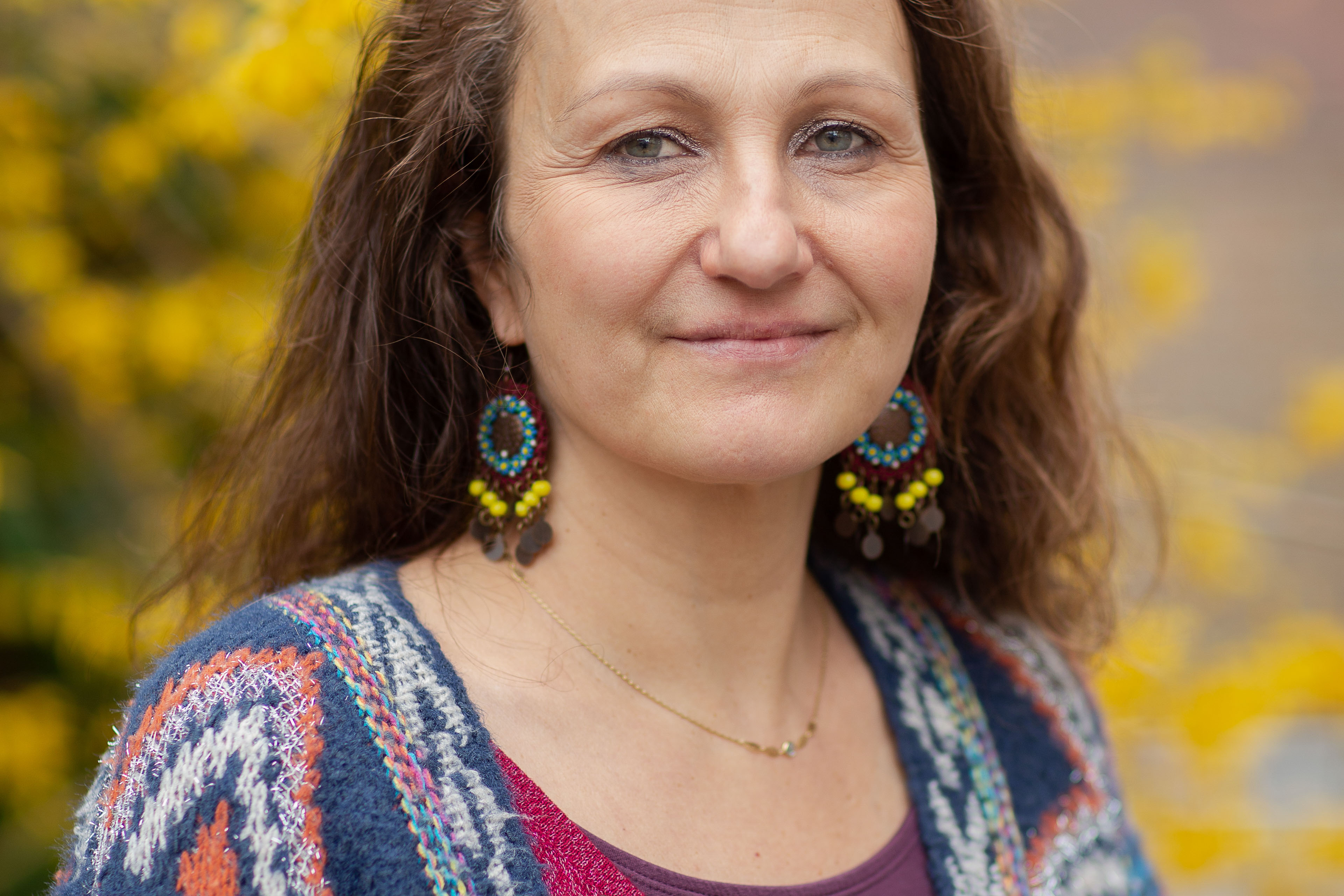
Valentine Sergo au festival des Zébrures du Printemps à Limoges.

En 2024 la fiction dramatique Tatrïz de Valentine Sergo obtient le Prix SACD de la dramaturgie francophone. La pièce est lue durant les Zébrures du printemps organisées par Les Francophonies à Limoges le 23 mars 2025.

### Radio
- « De Princeton à Paris, la diversité dans le théâtre français en question », France Culture, Tous en scène du 5 novembre 2022.